# Ernst Kundt
Ernst Kundt (ur. 15 kwietnia 1897 w Czeskiej Lipie, zm. 15 lutego 1947 w Pradze) – Niemiec sudecki, SS-Sturmbannführer, w latach 1941–1945 gubernator dystryktu radomskiego.

## Życiorys
Od 1 lutego 1940 był podsekretarzem stanu, pełniąc funkcję zastępcy Josefa Bühlera. Prezydent głównego wydziału administracji (niem. Hauptabteilung Innere Verwaltung) w rządzie Generalnego Gubernatorstwa. Od sierpnia 1941 do końca okupacji gubernator dystryktu radomskiego.

## Dzieła
- Jugendführung und Volksgestaltung, Reichenberg i. B.: Sudetendeutscher Verlag F. Kraus, 1925